# Reina Valdez
Reina Valdez (a veces conocida como Rena Valdez; nacida en diciembre de 1890) fue una actriz de cine mudo que trabajó en Hollywood en la década de 1910.

## Biografía
Aunque algunos informes publicitarios afirmaban que había nacido y crecido en México, era nativa de Springfield, Massachusetts, donde creció antes de trasladarse a Nueva York para dedicarse a la interpretación. Tras unas cuantas apariciones en Broadway, se instaló en Los Ángeles, donde trabajó para varias compañías cinematográficas a lo largo de su corta carrera, entre ellas Santa Barbara Motion Picture Company, New York Motion Picture Company y Essanay.  Poco se sabe de su vida antes o después de su carrera cinematográfica. Es probable que "Reina Valdez" fuera su nombre artístico.

## Filmografía seleccionada
- Mismated (1916)
- Good Out of Evil (1915)
- A Brother's Redemption (1915)
- The Woman He Married (1915)
- The Keeper of the Flock (1915)
- Beating Father to It (1915)
- The Call of the Sea (1915)
- The Boob's Racing Career (1915)
- Dan Cupid: Assayer (1914)
- The Atonement (1914)
- Single Handed (1914)
- The Conquest of Man (1914)
- The Arm of Vengeance (1914)
- Italian Love (1914)
- The Weaker's Strength (1914)
- A Gambler's Way (1914)
- A Night on the Road (1914)
- Through Trackless Sands (1914)
- The Trail of the Snake Band (1913)
- The Weaker Mind (1913)